# Кліка
Кліка — в соціальних науках це група індивідів, які діляться між собою спільними зацікавленнями. Зазвичай кліки спостерігають в юнацькому та молодшому шкільному віці, хоча загалом існують в усіх вікових групах. Здебільшого дана сукупність осіб не є відкритою для сторонніх людей. Члени кліки можуть відлучати від групи учасників, якщо ті роблять щось неприйнятне, навіть якщо просто спілкуються неприязно з іншими особами спільноти. Люди, які є частиною кліки, можуть бути пов'язані між собою спільними соціальними характеристиками, такими як раса, етнічна приналежність, економічний статус або зовнішність.
Кліки можуть формуватися між, наприклад, спортсменами, співробітниками чи бізнесменами. У американській культурі це найбільш показово простежується на прикладі студентських братств і чирлідерів. Спільні фактори включають етнічну приналежність, зовнішність або однакові зацікавлення. Члени кліки часто ізолюються як група та схильні бути закритими для будь-кого поза клікою.